# Prova TV
La prova TV, detta anche prova televisiva, è un sistema di moviola utilizzato negli sport di squadra per valutare la correttezza e lealtà degli atleti, soprattutto in merito ad episodi controversi.

## Regolamento
Viene disciplinata dall'articolo 35 del Codice di Giustizia sportiva, «mezzi di prova e formalità procedurali». Il ricorso ad essa è dettato dall'eventualità di rilevare condotte violente o antisportive, sfuggite al controllo dell'arbitro durante la gara. Ricadono sotto tale casistica - tra le altre - i falli contrari al regolamento, le simulazioni volte ad ingannare i direttori di gara e le risse. È altresì utile per evitare l'erronea applicazione di provvedimenti verso l'atleta sbagliato (scambio di identità).
Nello sport professionistico, in cui il referto compilato dall'arbitro è assimilato ad un documento ufficiale, le stesse società possono effettuare segnalazioni alla procura federale. L'ente fornisce quindi il materiale - cui viene attribuita valenza tecnica e legale - al giudice sportivo, cui compete l'eventuale elevazione di sanzioni (ammende pecuniarie o squalifiche) ai trasgressori. Se necessario, le registrazioni effettuate per mezzo di telecamere o televisioni, possono estendersi oltre al campo di gioco riprendendo quanto avviene - per esempio - sugli spalti o nelle pertinenze dell'impianto.

## Storia
L'idea nacque negli anni Novanta, intendendo la prova televisiva come uno strumento d'ausilio per gli arbitri. Malgrado nel panorama sportivo europeo sia stata introdotta quasi immediatamente (in special modo nel calcio), negli Stati Uniti viene applicata solamente dal 2012.